# Litwa na Zimowych Igrzyskach Olimpijskich 2018
Litwa na Zimowych Igrzyskach Olimpijskich 2018 – występ kadry sportowców reprezentujących Litwę na igrzyskach olimpijskich w Pjongczangu w 2018 roku.
W kadrze znalazło się dziewięcioro zawodników – pięciu mężczyzn i cztery kobiety. Reprezentanci Litwy wystąpili w siedemnastu konkurencjach w trzech dyscyplinach sportowych.
Chorążym reprezentacji Litwy podczas ceremonii otwarcia igrzysk był Tomas Kaukėnas, a podczas ceremonii zamknięcia – Andrej Drukarov. Reprezentacja Litwy weszła na stadion jako 15. w kolejności, pomiędzy ekipami z Luksemburga i Liechtensteinu.
Był to 9. start reprezentacji Litwy na zimowych igrzyskach olimpijskich i 18. start olimpijski, wliczając w to letnie występy.

## Statystyki według dyscyplin
Litwini wzięli udział w zawodach w trzech dyscyplinach sportowych. Najliczniejszą reprezentację, liczącą cztery osoby, wystawili w biathlonie.
| Lp.     | Dyscyplina            | Mężczyźni | Kobiety | Łącznie |
| ------- | --------------------- | --------- | ------- | ------- |
| 1       | Biathlon              | 2         | 2       | 4       |
| 2       | Biegi narciarskie     | 2         | 1       | 3       |
| 3       | Narciarstwo alpejskie | 1         | 1       | 2       |
| Łącznie | Łącznie               | 5         | 4       | 9       |

## Skład reprezentacji

### Biathlon
| Konkurencja                        | Zawodnik                                                                     | Wynik           | Wynik       | Miejsce   |
| Konkurencja                        | Zawodnik                                                                     | Czas            | Pudła       | Miejsce   |
| ---------------------------------- | ---------------------------------------------------------------------------- | --------------- | ----------- | --------- |
| Sprint kobiet – 7,5 km             | Natalija Kočergina                                                           | 25:16,2         | 5 (1+4)     | 80.       |
| Sprint kobiet – 7,5 km             | Diana Rasimovičiūtė-Brice                                                    | 24:00,8         | 1 (1+0)     | 65.       |
| Bieg indywidualny kobiet – 15 km   | Natalija Kočergina                                                           | 45:09,1         | 1 (0+0+1+0) | 30.       |
| Bieg indywidualny kobiet – 15 km   | Diana Rasimovičiūtė-Brice                                                    | 49:53,3         | 5 (1+2+0+2) | 75.       |
| Sprint mężczyzn – 10 km            | Tomas Kaukėnas                                                               | 24:23,5         | 1 (0+1)     | 17.       |
| Sprint mężczyzn – 10 km            | Vytautas Strolia                                                             | 25:32,4         | 2 (1+1)     | 49.       |
| Bieg pościgowy mężczyzn – 12,5 km  | Tomas Kaukėnas                                                               | 34:31,8         | 2 (0+0+1+1) | 13.       |
| Bieg pościgowy mężczyzn – 12,5 km  | Vytautas Strolia                                                             | 37:47,3         | 4 (1+0+2+1) | 43.       |
| Bieg indywidualny mężczyzn – 20 km | Tomas Kaukėnas                                                               | 55:38,4         | 6 (0+2+1+3) | 78.       |
| Bieg indywidualny mężczyzn – 20 km | Vytautas Strolia                                                             | 56:27,0         | 6 (0+2+1+3) | 82.       |
| Bieg masowy mężczyzn – 15 km       | Tomas Kaukėnas                                                               | 38:58,0         | 5 (2+0+2+1) | 30.       |
| Sztafeta mieszana – 2×6 + 2×7,5 km | Natalija Kočergina Diana Rasimovičiūtė-Brice Tomas Kaukėnas Vytautas Strolia | 18:16,3 LAP – – | 1+5 0+2 –   | 19. – 19. |

### Biegi narciarskie
| Konkurencja                                         | Zawodnik                          | Kwalifikacje | Kwalifikacje | Ćwierćfinały | Ćwierćfinały | Półfinały | Półfinały | Finały  | Finały  | Finały  |
| Konkurencja                                         | Zawodnik                          | Czas         | Miejsce      | Czas         | Miejsce      | Czas      | Miejsce   | Czas    | Strata  | Miejsce |
| --------------------------------------------------- | --------------------------------- | ------------ | ------------ | ------------ | ------------ | --------- | --------- | ------- | ------- | ------- |
| Bieg indywidualny kobiet na 10 km stylem dowolnym   | Marija Kaznačenko                 | —            | —            | —            | —            | —         | —         | 30:44,2 | +5:43,7 | 73.     |
| Sprint indywidualny mężczyzn stylem klasycznym      | Mantas Strolia                    | 3:31,11      | 64. nq       | NQ           | NQ           | NQ        | NQ        | NQ      | NQ      | 64.     |
| Sprint indywidualny mężczyzn stylem klasycznym      | Modestas Vaičiulis                | 3:21,10      | 44. nq       | NQ           | NQ           | NQ        | NQ        | NQ      | NQ      | 44.     |
| Sprint drużynowy mężczyzn stylem dowolnym           | Mantas Strolia Modestas Vaičiulis | —            | —            | —            | —            | 17:41,73  | 12. nq    | NQ      | NQ      | 24.     |
| Bieg indywidualny mężczyzn na 15 km stylem dowolnym | Mantas Strolia                    | —            | —            | —            | —            | —         | —         | 40:31,4 | +6:47,5 | 94.     |
| Bieg indywidualny mężczyzn na 15 km stylem dowolnym | Modestas Vaičiulis                | —            | —            | —            | —            | —         | —         | 40:53,0 | +7:09,1 | 96.     |
| Bieg łączony mężczyzn na 30 km                      | Mantas Strolia                    | —            | —            | —            | —            | —         | —         | LAP     | LAP     | LAP     |
| Bieg masowy mężczyzn na 50 km stylem klasycznym     | Mantas Strolia                    | —            | —            | —            | —            | —         | —         | LAP     | LAP     | LAP     |

### Narciarstwo alpejskie
| Konkurencja            | Zawodnik            | Przejazd 1 | Przejazd 1 | Przejazd 2 | Przejazd 2 | Czas łączny | Miejsce |
| Konkurencja            | Zawodnik            | Czas       | Miejsce    | Czas       | Miejsce    | Czas łączny | Miejsce |
| ---------------------- | ------------------- | ---------- | ---------- | ---------- | ---------- | ----------- | ------- |
| Slalom kobiet          | Ieva Januškevičiūtė | 57,30      | 47.        | 57,25      | 43.        | 1:54,55     | 43.     |
| Slalom gigant kobiet   | Ieva Januškevičiūtė | 1:26,38    | 62.        | 1:20,64    | 53.        | 2:47,02     | 54.     |
| Slalom mężczyzn        | Andrej Drukarov     | 59,40      | 47.        | 1:07,77    | 42.        | 2:07,17     | 41.     |
| Slalom gigant mężczyzn | Andrej Drukarov     | 1:19,98    | 68.        | 1:18,21    | 57.        | 2:38,19     | 59.     |